# Jesse Lingard
Jesse Ellis Lingard (Warrington, 1992. december 15. –) angol válogatott labdarúgó, az FC Szöul középpályása.

## Pályafutása

### Klubcsapatokban

#### Manchester United
Lingard 7 évesen csatlakozott a Manchester United akadémiájához. A 2010-2011-es szezonban tagja volt a 18 éven aluliak számára kiírt FA kupa, az FA Youth Cup győztes csapatnak. Első profi szerződését 2011-ben írta alá. Első felnőtt mérkőzését a Crystal Palace elleni Ligakupa meccsen játszotta, első felnőtt bajnokiját pedig 2012. január 4-én a Newcastle United ellen. A 2012-13-as szezonra Michael Keane-nel együtt kölcsönadták a Leicester Citynek. Az elkövetkező éveket kölcsönben töltötte, megfordult a Birmingham City, a Derby County, és a Brighton & Hove Albion csapatánál is. A 2015-16-os szezont már a Unitednél kezdte, és Louis van Gaal meg is adta neki a bizonyítási lehetőséget. November 7-én a West Bromwich Albion ellen megszerezte első bajnoki gólját, és bemutatkozott a UEFA-bajnokok ligájában is. 2016. május 21-én első felnőtt trófeáját is megnyerte, miután a United az ő góljával győzte le a Crystal Palace-t az FA-kupa döntőjében.
Az új idényt a Leicester City elleni Community Shield mérkőzéssel kezdték, és a Manchester United 2-1-es győzelmet aratott. A csapat második gólját Lingard szerezte.

#### Nottingham Forest
A 2021–2022-es szezon után hagyta el a United csapatát, a következő évadra a Nottingham Foresthez igazolt. Tizenhétszer lépett pályára, a ligakupa elődöntőjébe segítette a csapatot két góllal és lét gólpasszal. A szezon végén nem hosszabbították meg szerződését.

#### Csapat nélkül és az FC Szöul
2023-ban egy hónapos edzőszerződést írt alá az el-Áttifák szaúd-arábiai csapattal, ami után novemberben elhagyta az országot.
Azt követően, hogy a szezon első felében csapat nélkül volt, 2024. február 8-án az FC Szöul csapatához igazolt, a dél-koreai szezon kezdete előtt. Két éves szerződést írt alá. A koreai bajnokság története legnagyobb igazolásának nevezték.

### A válogatottban
Lingard az angol U17-es válogatottal pályára lépett a 2008-as Nordic Tournamenten. Az U21-es válogatottba 2013 júniusában hívták meg először, majd részt vett a 2015-ös U21-es Európa-bajnokságon.
Az angol felnőtt válogatottba 2015. november 16-án kapott először meghívót, majd 2016. október 8-án Málta ellen mutatkozott be.

## Sikerei,díjai
Manchester United
- FA Youth Cup: 2010-11
- FA-kupa: 2015-16
- Community Shield: 2016
- Ligakupa: 2016–17
- Európa-liga: 2016–17[14]

Anglia
- UEFA Nemzetek Ligája harmadik helyezett: 2018–19[15]

Egyéni
- Premier League a Hónap Játékosa: 2021 áprilisa[16]
- Premier League a Hónap Gólja: 2021 áprilisa[17]

## Karrier statisztika

### Klub
2022. április 23-i adatok alapján.
| Klub                             | Idény          | Bajnokság      | Bajnokság | Bajnokság | FA-kupa | FA-kupa | Ligakupa | Ligakupa | Nemzetközi kupa | Nemzetközi kupa | Egyéb | Egyéb | Összes | Összes |
| Klub                             | Idény          | Osztály        | M.        | G.        | M.      | G.      | M.       | G.       | M.              | G.              | M.    | G.    | M.     | G.     |
| -------------------------------- | -------------- | -------------- | --------- | --------- | ------- | ------- | -------- | -------- | --------------- | --------------- | ----- | ----- | ------ | ------ |
| Manchester United                | 2011–12        | Premier League | 0         | 0         | 0       | 0       | 0        | 0        | 0               | 0               | 0     | 0     | 0      | 0      |
| Manchester United                | 2012–13        | Premier League | 0         | 0         | 0       | 0       | 0        | 0        | 0               | 0               | —     | —     | 0      | 0      |
| Manchester United                | 2013–14        | Premier League | 0         | 0         | 0       | 0       | 0        | 0        | 0               | 0               | 0     | 0     | 0      | 0      |
| Manchester United                | 2014–15        | Premier League | 1         | 0         | 0       | 0       | 0        | 0        | 0               | 0               | —     | —     | 1      | 0      |
| Manchester United                | 2015–16        | Premier League | 25        | 4         | 7       | 2       | 1        | 0        | 7               | 0               | —     | —     | 40     | 6      |
| Manchester United                | 2016–17        | Premier League | 25        | 1         | 2       | 0       | 4        | 1        | 10              | 2               | 1     | 1     | 42     | 5      |
| Manchester United                | 2017–18        | Premier League | 33        | 8         | 6       | 2       | 2        | 3        | 6               | 0               | 1     | 0     | 48     | 13     |
| Manchester United                | 2018–19        | Premier League | 27        | 4         | 2       | 1       | 1        | 0        | 6               | 0               | —     | —     | 36     | 5      |
| Manchester United                | 2019–20        | Premier League | 22        | 1         | 4       | 1       | 5        | 0        | 9               | 2               | —     | —     | 40     | 4      |
| Manchester United                | 2020–21        | Premier League | 0         | 0         | 1       | 0       | 2        | 0        | 0               | 0               | —     | —     | 3      | 0      |
| Manchester United                | 2021–22        | Premier League | 16        | 2         | 1       | 0       | 1        | 0        | 4               | 0               | —     | —     | 22     | 2      |
| Manchester United                | Összesen       | Összesen       | 149       | 20        | 23      | 6       | 16       | 4        | 42              | 4               | 2     | 1     | 232    | 35     |
| Leicester City (kölcsön)         | 2012–13        | Championship   | 5         | 0         | —       | —       | —        | —        | —               | —               | —     | —     | 5      | 0      |
| Birmingham City (kölcsön)        | 2013–14        | Championship   | 13        | 6         | —       | —       | —        | —        | —               | —               | —     | —     | 13     | 6      |
| Brighton & Hove Albion (kölcsön) | 2013–14        | Championship   | 15        | 3         | —       | —       | —        | —        | —               | —               |       | 1     | 17     | 4      |
| Derby County (kölcsön)           | 2014–15        | Championship   | 14        | 2         | 1       | 0       | —        | —        | —               | —               | —     | —     | 15     | 2      |
| West Ham United (kölcsön)        | 2020–21        | Premier League | 16        | 9         | —       | —       | —        | —        | —               | —               | —     | —     | 16     | 9      |
| Karrier összes                   | Karrier összes | Karrier összes | 212       | 40        | 24      | 6       | 16       | 4        | 42              | 4               | 4     | 2     | 298    | 56     |

### Válogatott
2021. október 9-i adatok alapján.
| Válogatott | Év       | Mérkőzés | Gólok |
| ---------- | -------- | -------- | ----- |
| Anglia     | 2016     | 3        | 0     |
| Anglia     | 2017     | 5        | 0     |
| Anglia     | 2018     | 14       | 4     |
| Anglia     | 2019     | 2        | 0     |
| Anglia     | 2021     | 8        | 2     |
| Összesen   | Összesen | 32       | 6     |

#### Gólok
| Gól | Dátum               | Helyszín                               | Vál. | Ellenfél         | Eredmény | Végeredmény | Torna                                 | For.   |
| --- | ------------------- | -------------------------------------- | ---- | ---------------- | -------- | ----------- | ------------------------------------- | ------ |
| 1   | 2018. március 23.   | Amsterdam Arena, Amszterdam, Hollandia | 9    | Hollandia        | 1–0      | 1–0         | Barátságos                            | [ 19 ] |
| 2   | 2018. június 24.    | Nizhny Novgorod Stadion, Oroszország   | 14   | Panama           | 3–0      | 6–1         | 2018-as FIFA világbajnokság           | [ 20 ] |
| 3   | 2018. november 15.  | Wembley Stadion, London, Anglia        | 21   | Egyesült Államok | 1–0      | 3–0         | Barátságos                            | [ 21 ] |
| 4   | 2018. november 18.  | Wembley Stadion, London, Anglia        | 22   | Horvátország     | 1–1      | 2–1         | 2018–2019 UEFA Nemzetek Ligája A      | [ 22 ] |
| 5   | 2021. szeptember 5. | Wembley Stadion, London, Anglia        | 31   | Andorra          | 1–0      | 4–0         | 2022-es FIFA világbajnokság selejtező | [ 23 ] |
| 6   | 2021. szeptember 5. | Wembley Stadion, London, Anglia        | 31   | Andorra          | 3–0      | 4–0         | 2022-es FIFA világbajnokság selejtező | [ 23 ] |